# Lucia van Aerssen van Sommelsdijk

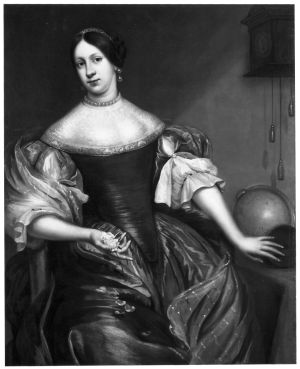
Lucia van Aerssen van Sommelsdijk

Lucia van Aerssen van Sommelsdijk (Den Haag, 1649 – Wieuwerd, 1707) was een Nederlands lid van de huisgemeente der labadisten. Ze was de dochter van Lucia van Walta en Cornelis van Aerssen van Sommelsdijk en trouwde in 1695 met Pierre Yvon.
Met Pierre Yvon kreeg ze waarschijnlijk een zoon, jonkheer Mari Antoine Yvon. Van Aerssen van Sommelsdijk was samen met haar zussen Anna en Maria bevriend met Anna Maria van Schurman. Van Schurman introduceerde de zusters van Aerssen van Sommelsdijk naar alle waarschijnlijkheid aan Jean de Labadie, een predikant uit Middelburg die later uit zijn functie werd ontslagen en de huisgemeente der labadisten opzette. Van Aerssen van Sommelsdijk sloot zich samen met haar zussen in 1669 aan bij de labadisten en mede dankzij hun afkomst konden de labadisten hun gemeente voortzetten in Wieuwerd eind 17e eeuw.